# Eustomias bulbornatus
Eustomias bulbornatus is een straalvinnige vissensoort uit de familie van Stomiidae. De wetenschappelijke naam van de soort is voor het eerst geldig gepubliceerd in 1960 door Gibbs.